# Чувырина, Елизавета Михайловна
Елизавета Михайловна Чувырина (5 сентября 1914, Москва, Российская империя — 3 октября 1988) — советская теннисистка и волейболистка и теннисный тренер, первая ракетка СССР в 1951—1954 годах. Мастер спорта СССР (1952), заслуженный тренер РСФСР (1967). 8-кратная чемпионка СССР по теннису в одиночном, женском парном и смешанном парном разрядах, победительница командного Кубка СССР в составе сборной общества «Динамо», 4-кратная победительница Всесоюзных зимних соревнований в разных разрядах. Призёр чемпионатов СССР по волейболу в 1933—1935 годах. Мать чемпионки СССР в парных разрядах Марины Чувыриной.

## Биография
Родилась в Москве, играла в волейбол за сборную Харькова, с которой занимала 2-е место в первенствах СССР в 1933 и 1935 годах и 3-е в 1934 году.
В теннис научилась играть самостоятельно в 22 года. Играла преимущественно с задней линии, демонстрируя высокие волевые качества и хорошую общефизическую форму. Выступала за спортивное общество «Динамо», в 1937 году стала вице-чемпионкой Украинской ССР, в 1940 году повторила этот результат во всех трёх разрядах. С 1948 года тренировалась у Нины Тепляковой. В 1949 году завоевала звание чемпионки Москвы в парном разряде, в последующие годы выигрывала первенство Москвы ещё 12 раз: в одиночном разряде в 1951 году зимой и в 1952 году летом; в женском парном разряде в 1950, 1954, 1957 и 1959—1960 годах зимой и в 1950 и 1952 годах летом; и в смешанном парном разряде в 1951 и 1955—1956 годах зимой.
С 1951 по 1954 год четыре раза подряд выиграла чемпионат СССР по теннису в одиночном разряде. По два раза становилась чемпионкой СССР в женских парах (1954, 1958) и в миксте (1953, 1955). В 1956 году была финалисткой в обоих парных разрядах, в 1957 году — в одиночном. Выигрывала Всесоюзные зимние соревнования по теннису в 1953 году в одиночном, в 1955 и 1959 годах в женском парном и в 1955 году в смешанном парном разряде. В 1952 году в составе сборной общества «Динамо» стала обладательницей командного Кубка СССР. В 1954 году участвовала в международном теннисном матче против сборной Польши. Входила в десятку сильнейших теннисисток СССР с 1943 по 1959 год, в 1951—1954 годах на первом месте.
Окончила Государственный центральный институт физической культуры. Работала тренером по теннису в спортобществе «Динамо», в 1967 году удостоена звания заслуженного тренера РСФСР.